# Eumenes femoratus
Eumenes femoratus är en stekelart som beskrevs av Schulthess. Eumenes femoratus ingår i släktet krukmakargetingar, och familjen Eumenidae. Inga underarter finns listade i Catalogue of Life.